# Cathédrale de l'Annonciation de Kazan
Cette  cathédrale n’est pas la seule cathédrale de l'Annonciation.
La cathédrale de l'Annonciation de Kazan (en russe : Благовещенский собор Казанского кремля) est une église orthodoxe  d'architecture typiquement russe édifiée à partir du XIVe siècle et modifiée jusqu'au XIXe siècle, située dans le kremlin de Kazan en Russie.
L'église primitive en bois fut fondée le 4 octobre 1552 par le tsar Ivan IV dit « le Terrible », quelques semaines après la conquête de la ville prise au Khanat de Kazan, et placée sous l'invocation de l'Annonciation faite à la Vierge Marie. 
Entre 1555 et 1562, la construction d'origine fut remplacée par un édifice en pierre blanche possédant trois absides, six trumeaux et cinq coupoles. Son architecture, due à Postnik Yakovlev, surnommé Barma, résulte d'une combinaison des traditions de Pskov, Moscou et Vladimir. 
Au XVIIe siècle lui fut ajouté un clocher à cinq niveaux. Au XVIIIe siècle, les coupoles de la cathédrale, alors de forme arrondie, furent remplacées par des coupoles en forme de bulbe. À l'intérieur subsistent des restes de fresques datant du XVIIe siècle.
En 1841, la cathédrale fut agrandie sur les plans de F. I. Petond : deux absides et un réfectoire lui furent ajoutés. En 1860, des fresques sur les murs et au plafond furent peintes par le célèbre peintre d'icônes N. L. Safonov. 
Jusqu'en 1918 la cathédrale de l'Annonciation fut le principal sanctuaire orthodoxe de l'éparchie de Kazan. 

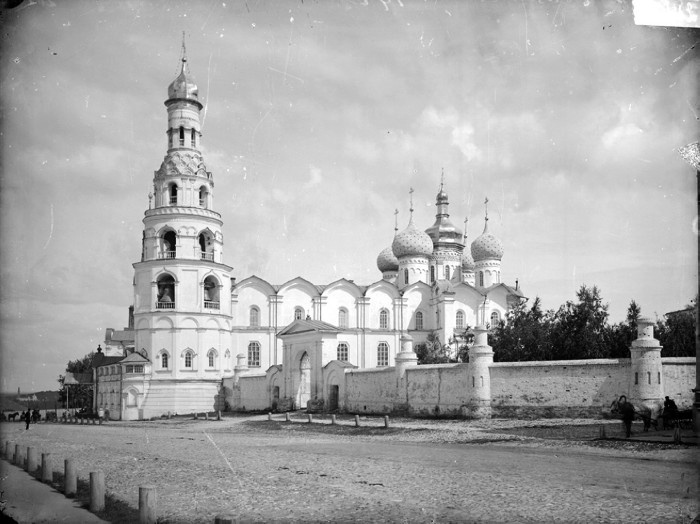
Vue de la cathédrale avant la destruction de la tour à l'époque de Staline. 2.1894

Dans les années 1930, sous la dictature stalinienne, le clocher, la galerie et l'escalier principal furent détruits et nombre d'objets de valeur furent volés.  Pendant toute l'époque soviétique, le bâtiment servit d'archives. C'est en 1996 que la gestion du monument fut transférée à l'ensemble muséal du kremlin de Kazan.